# Herval Sales Galvão
Herval Sales Galvão, auch genannt Bombeiro, (* 10. Oktober 1930 in Salvador) ist ein ehemaliger brasilianischer Fußballspieler. Er wurde auf der Position eines Mittelfeldspielers eingesetzt. Er war 1959 Teil der Mannschaft des EC Bahia, welche die erste brasilianische Meisterschaft gewann.

## Karriere
Bombeiro begann 1946 das Fußballspiel beim Fluminense de Feira FC, aus Feira de Santana. 1950 ging in die Bundeshauptstadt Salvador zum EC Vitória. Mit dem Klub gewann er 1953 erstmals die Staatsmeisterschaft von Bahia. Nach einer Zwischenstation beim Galícia EC von 1955 bis 1956, ging Bombeiro 1957 zum EC Bahia. Sein neuer Klub unternahm zu der Zeit auch Reisen nach Europa. Dabei gelang der Elf am 20. Juli 1957 ein besonderer Erfolg. Gegen Benfica Lissabon erreichte man einen 4:1–Sieg, bei dem Biriba den letzten Treffer beisteuerte. Mit Bahia konnte Bombeiro 1958 die Staatsmeisterschaft von Bahia gewinnen. Durch den 58er Sieg qualifizierte sich der Klub für die erste Ausgabe der Taça Brasil. In dem Wettbewerb 1959 erreichte Bahia die Finalspiele, wo es auf eine zu der Zeit besten Mannschaften, den FC Santos mit dem Weltklassespieler Pelé traf. Auf dem Weg dahin trat Bombeiro erstmals im Entscheidungsspiel des Halbfinals gegen CR Vasco da Gama an. In den Finals stand er dann in den beiden ersten Partien in der Startelf, im Entscheidungsspiel kam er nicht zum Einsatz. Im Hinspiel bei Santos am 10. Dezember gelang Bahia ein 2:3–Sieg. Das Rückspiel bei Bahia am 30. Dezember konnte Santos mit 0:2 für sich entscheiden. Somit musste die Entscheidung in einem dritten Spiel herbeigeführt werden. Dieses fand am 29. März 1960 auf neutralen Platz im Maracanã (Rio de Janeiro) statt. Auch wenn Santos ohne Pelé antreten musste, galt die Auswahl als hervorragend besetzt und Coutinho konnte in der 27. Minute Bahias Torwart Nadinho bezwingen. Danach war Santos nicht mehr erfolgreich. Dafür allerdings Bahia mit Vicente (37.), Léo Briglia (46.) und Alencar (76.). Durch das 3:1 gewann die erste brasilianische Meisterschaft. 1960 beendete Bombeiro seine aktive Laufbahn, kehrte 1968 aber nochmals für ein Intermezzo zurück.

## Erfolge
Vitória
- Staatsmeisterschaft von Bahia: 1953, 1955

Bahia
- Staatsmeisterschaft von Bahia: 1958, 1959, 1960
- Taça Brasil Meister: 1959